# Forever Is the World
Forever Is the World je osmé album od norské kapely Theatre of Tragedy.

## Seznam skladeb
1. „Hide and Seek“ – 5:24
2. „A Nine Days Wonder“ – 5:17
3. „Revolution“ – 4:04
4. „Transition“ – 4:59
5. „Hollow“ – 6:10
6. „Astray“ – 3:41
7. „Frozen“ – 5:20
8. „Illusions“ – 4:45
9. „Deadland“ – 4:40
10. „Forever Is the World“ – 4:40